# Fiat Campagnola

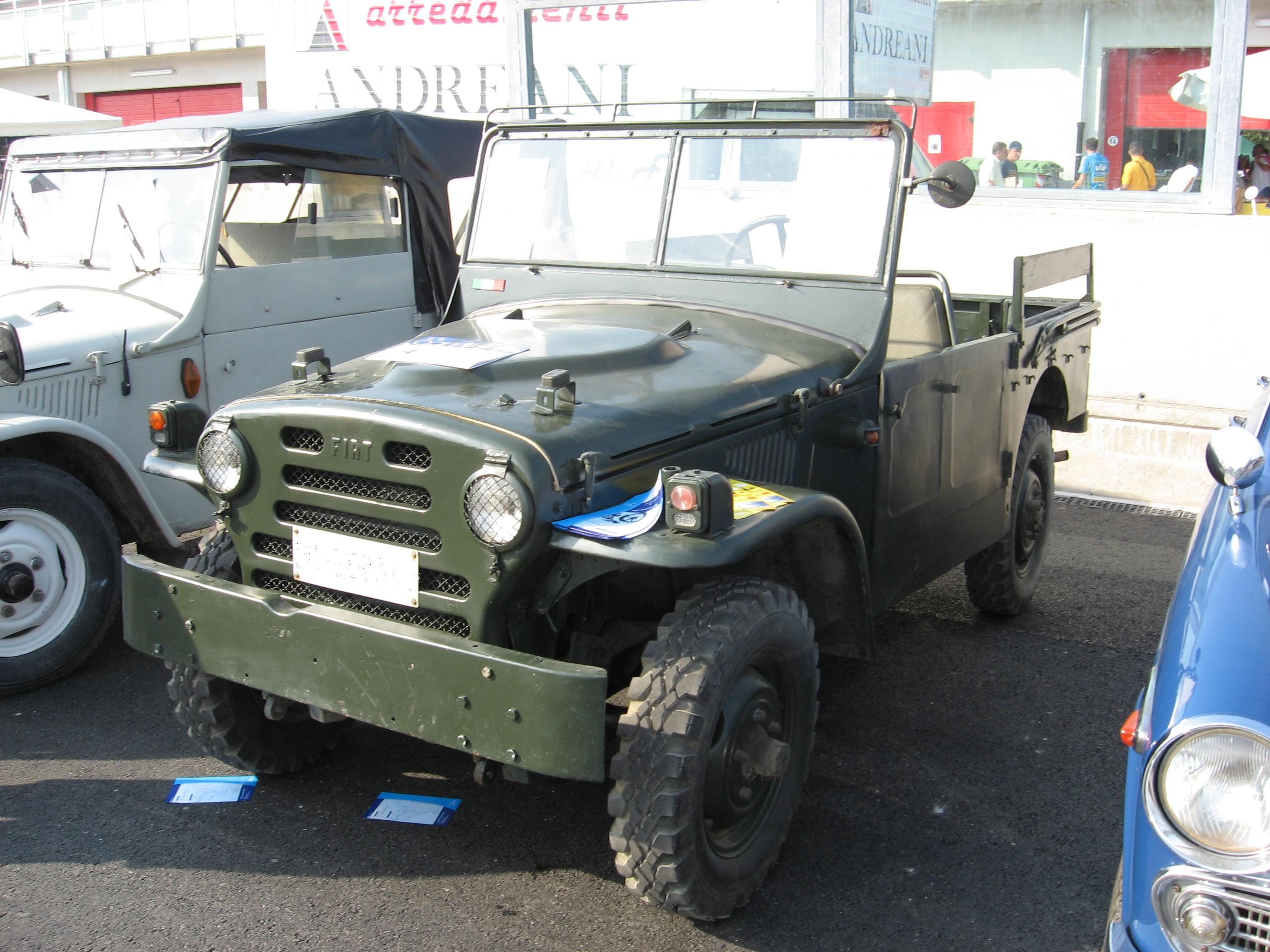
Fiat Campagnola AR.59 de l'armée italienne

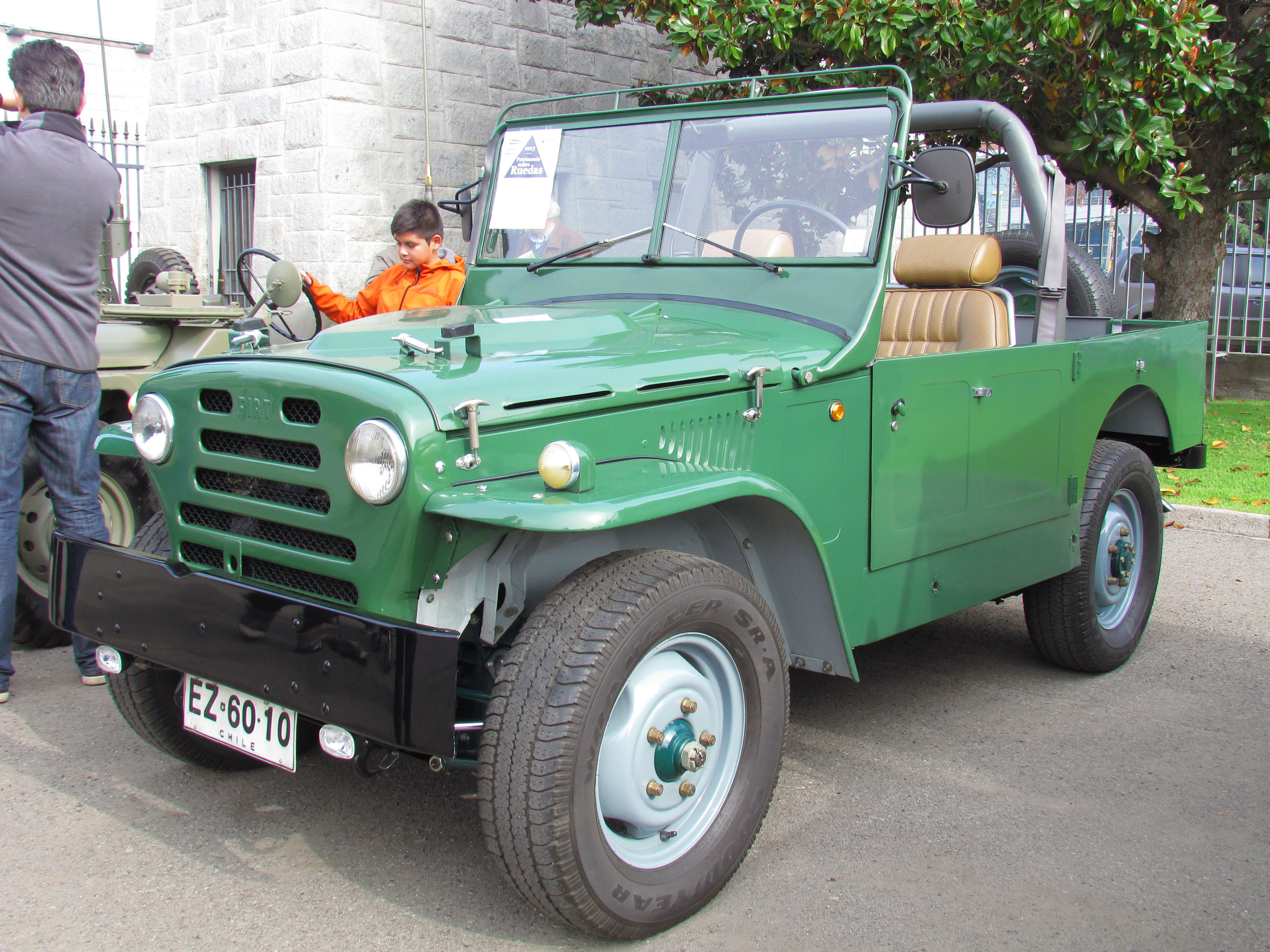
Fiat Campagnola au Chili

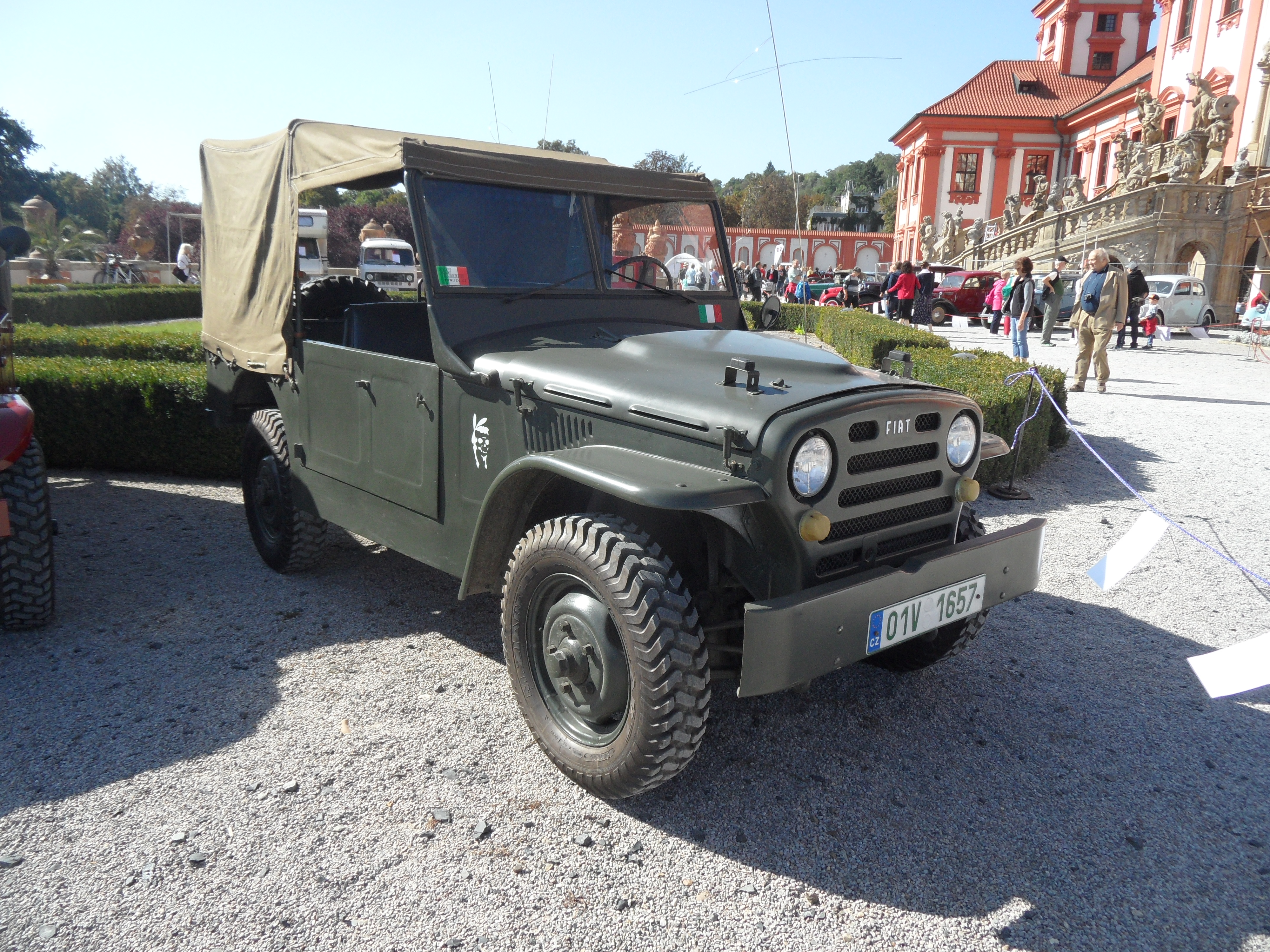
Fiat Campagnola AR.55 de l'armée tchèque

Les Fiat 1101 Campagnola et Fiat 1107 Nuova Campagnola ont été les seuls véhicules tout-terrain fabriqués par le constructeur italien Fiat, mise à part la Panda 4x4 au XXe siècle.

## 1regénération Campagnola 1101/2 (1951-1974)

### Histoire
Au tout début des années 1950, le Ministère italien de la Défense lance un concours pour la fourniture d'un véhicule tout-terrain léger, destiné à remplacer les infatigables Jeep héritées des alliés, vétustes et de plus en plus difficiles à maintenir en état de marche. Le cahier des charges demandait un véhicule tout-terrain, carrosserie torpedo pouvant transporter 6 personnes ou 500 kg de charge utile. En réalité, Fiat avait commencé secrètement depuis plusieurs mois l'étude, sous la direction de l'ingénieur Dante Giacosa, d'un véhicule à quatre roues motrices pour les besoins agricoles, inspiré de la Jeep américaine.
Le nom du projet « 1101 - Alpina » a été renommé « Campagnola » pour ne pas souligner son utilisation militaire car, en Italie, le mot Alpina rappelle l'unité militaire du même nom. Chez les salariés de Fiat et dans l'opinion publique, la guerre, terminée depuis seulement quelques années, son souvenir était encore beaucoup trop fort.
Les deux constructeurs nationaux italiens Fiat et Alfa Romeo ont participé au concours lancé par l'État italien et proposé la Fiat Campagnola et l'Alfa Roméo AR51 Matta. Leur présentation officielle s'est déroulée lors de la Fiera del Levante de Bari en septembre 1951. Lors des tests effectués par l'armée italienne, les deux modèles ont montré des caractéristiques assez semblables mais le plus gros avantage de la Campagnola était son coût nettement inférieur à celui du prototype Alfa Romeo et sa simplicité de construction.
Le véhicule, très spartiate comme l'imposait le cahier des charges, a été immédiatement lancé en fabrication dans la version militaire baptisée AR.51 (Autoveicolo da Ricognizione - véhicule de reconnaissance, année 1951). Les deux versions, civile et militaire, étaient mécaniquement identiques et ne différaient que par des détails de finition, plus dépouillée dans la version militaire, plus raffinée dans la version civile.
La Campagnola 1101 s'est immédiatement révélée être un très bon véhicule, bien adapté à son utilisation militaire. Dotée d'un châssis très robuste en acier avec longerons, et d'un moteur Fiat type 105, éprouvé, de 1 901 cm3, dérivé du modèle installé sur les berlines Fiat 1400 et 1900, mais avec un taux de compression abaissé pour pouvoir fonctionner avec de l'essence normale, très courante à l'époque, et un couple de Nm à 3 200 tr/min. Les suspensions arrière sont classiques sur ce type de véhicule, ressorts à lames et essieu rigide, tandis qu'à l'avant on a des suspensions indépendantes sophistiquées, innovantes pour l'époque. Le moteur est couplé à une boîte de vitesses à 4 rapports avant avec un réducteur à deux vitesses. La transmission opère sur les roues arrière avec la possibilité d'engager la traction avant, mais seulement à partir d'un rapport réduit. Il n'est pas possible de rouler uniquement avec quatre roues motrices.

### Rallye-raid Alger - Le Cap
Photo de la Fiat Campagnola AR.51 du Rallye-raid Arger - Le Cap 1952/53
Pour asseoir sa réputation sur les marchés étrangers, en 1952, Fiat engage deux Campagnola diesel sur le Rallye-raid Alger-Le Cap, très populaire à cette époque. La Fiat 1900 emmenée par l'équipage turinois d'usine Bruno Martignoni, Gilo Rabezzana et Franco Mazzuccheli a remporté la course et a été exposée sur le stand Fiat du Salon de l'automobile de Turin 1953. La Campagnola de l'équipage Paolo Butti a mis 11 jours, 4 heures et 54 minutes pour voyage aller-retour, établissant un record invaincu,. Cette Campagnola AR.51 (allongée) est exposée au Musée Fiat de Turin.

### Les différentes versions
Au cours de sa longue carrière, ce véhicule a été sans cesse adapté aux nouvelles contraintes imposées par les services de l'armée italienne et a bénéficié de toutes les évolutions technologiques du constructeur. Fabriqué en de très nombreuses versions, y compris pour des besoins spécifiques de la protection civile et des pompiers, la Campagnola était proposée avec empattement court ou long et en version hardtop. Initialement destinée aux services de l'armée italienne, elle a également été adoptée par les carabiniers.
Comme partout où ce type de véhicule a été construit, on ne peut qu'être frappé par la ressemblance avec la fameuse Jeep de l'armée américaine, ressemblance due à la satisfaction des mêmes critères de fonctionnement uniquement. Sa garde au sol est de 27 cm en charge.
- Campagnola AR.51

Dans sa 1re version de 1951, la Fiat Campagnola AR.51 est équipée du moteur essence Fiat type 105 de 1 901 cm3 développant 53 ch DIN (39 kW) à 3 700 tr/min. C'est à partir de 1953 qu'un moteur Diesel de 40 ch/29 kW à 3 200 tr/min est proposé. 
En 1953, pour favoriser sa commercialisation dans sa version civile, Fiat propose une version diesel équipée du moteur monté sur le petits camion Fiat 615 N type 305 de 1 895 cm3 développant 40 ch DIN, très recherché et qui a largement fait ses preuves. Le modèle est baptisé Campagnola 1102.
- Campagnole AR.55

En 1955, Fiat présente une version mise à jour de la Campagnola version baptisée AR.55 A équipées de nouveaux moteurs essence Fiat type 105.A développant 63 ch DIN et diesel Fiat type 305.A de 43 ch DIN (37 kW) qui passera à 47 ch en 1960. Elle est reconnaissable à son pare-chocs avant plus haut et le remplacement des clignotants.
- Campagnola AR.59

En 1959, avec l'entrée en vigueur du nouveau code de la route italien, Fiat adapte la Campagnola à ces nouvelles normes qui concernent essentiellement l'éclairage du véhicule. La Campagnola devient totalement amphibie. Fiat l'équipe d'un nouvelle évolution du moteur essence avec un carburateur à admission inversée et un filtre à bain d'huile. En 1960, Fiat modifie les dimensions du véhicule en augmentant légèrement la longueur et la largeur et dote la version diesel du nouveau moteur type 237.A de 1 895 cm3 développant 48 ch déjà monté sur le Fiat 241.
En 1972, la Fiat Campagnola AR.59 sera le dernier modèle de la marque fabriqué dans l'usine historique Fiat du Lingotto à Turin.

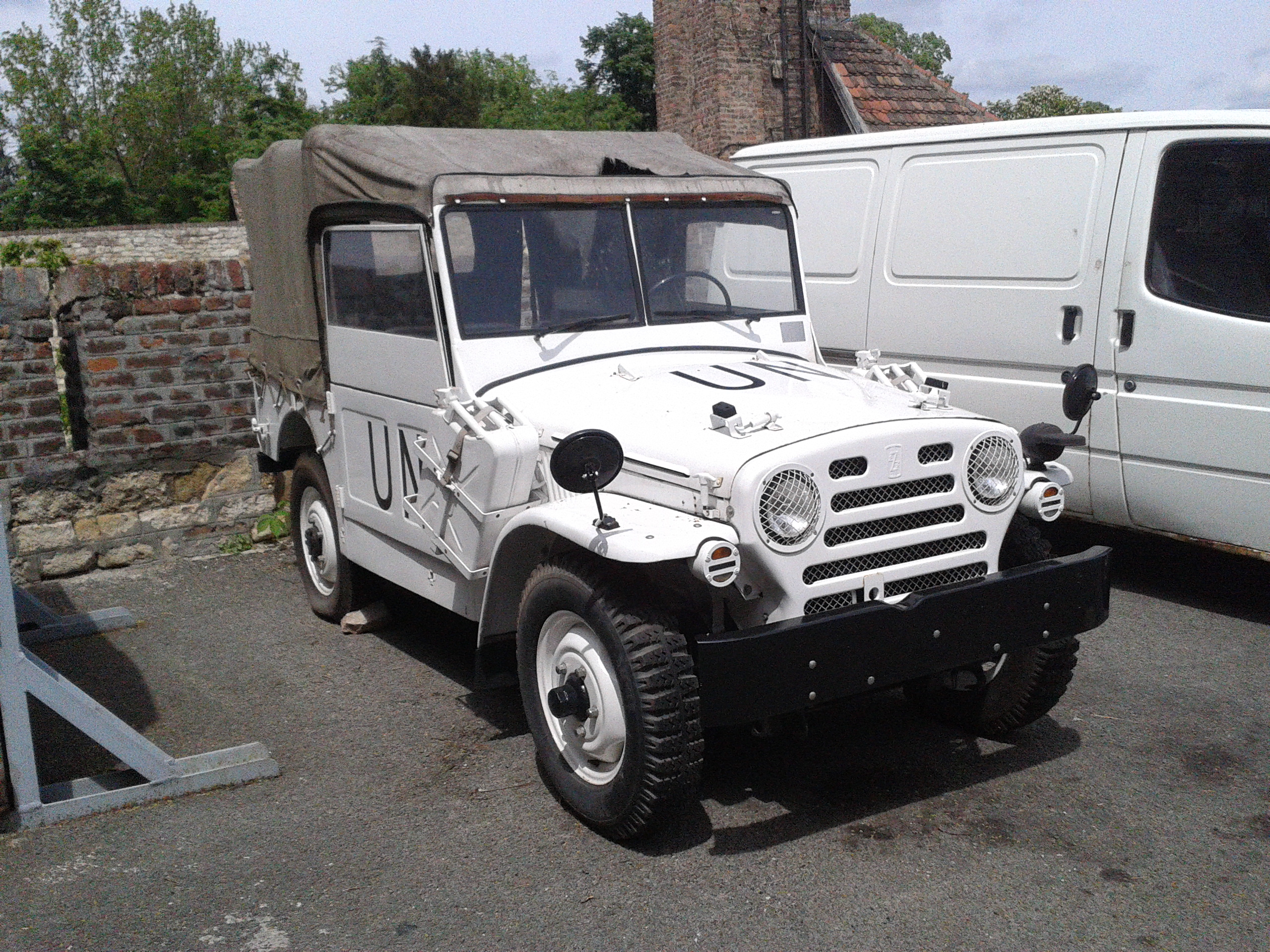
Zastava Campagnola AR.55 (reconnaissable par le logo "Z" de Zastava et les clignotants

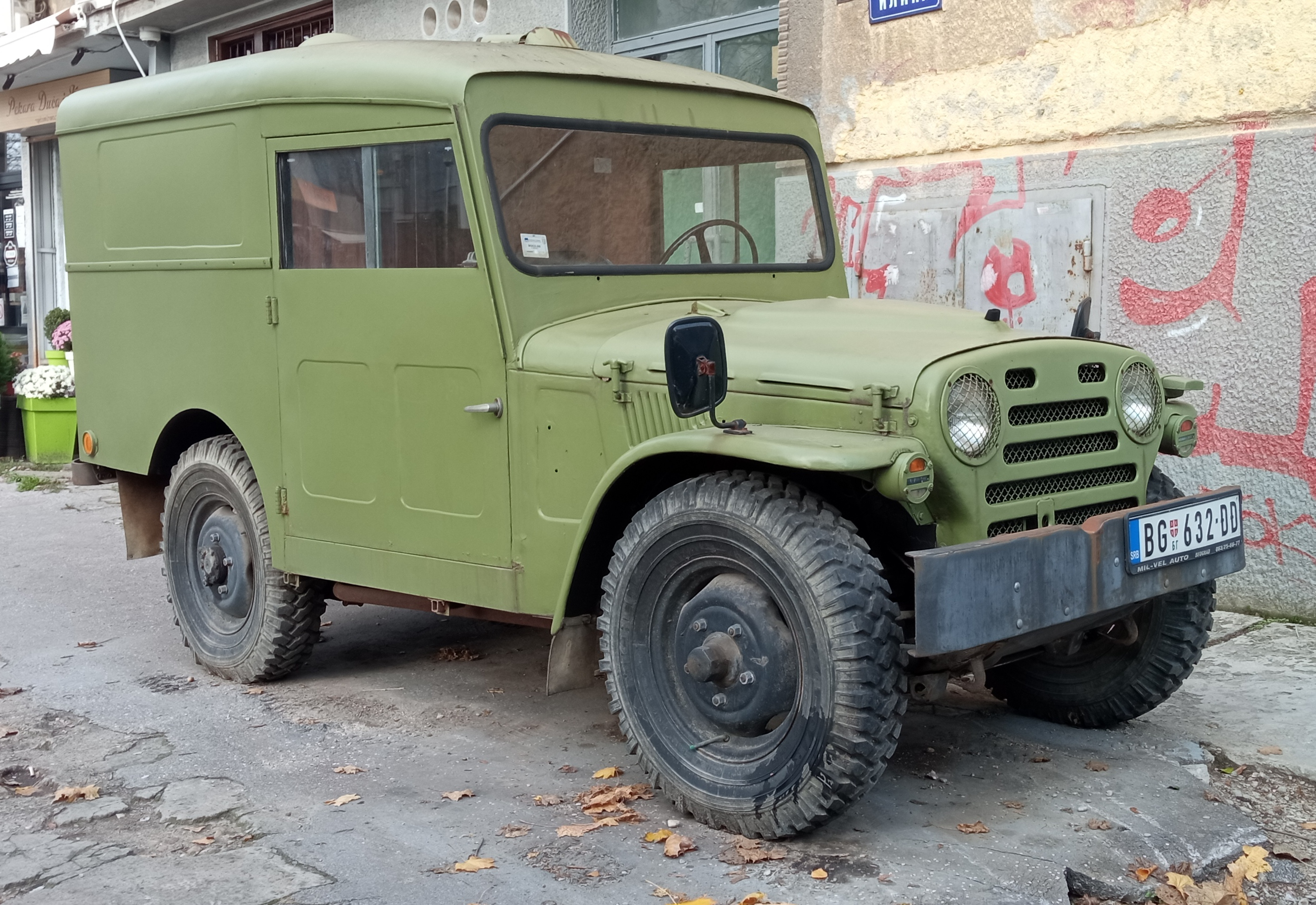
Zastava AR.55 tôlée longue

La fabrication de cette série s'arrête en 1974. Au total, 39 076 véhicules ont été fabriqués en Italie, 31.293 versions essence et 7.783 diesel. 4 640 exemplaires ont également été produits sous licence par Zastava en l'ex-Yougoslavie sous la référence Campagnola AR.55/V dans plusieurs variantes, notamment avec toit en métal et porte-à-faux arrière allongé.

### Motorisation
- Militaires :
  - AR.51 - Moteur Fiat 105.007,
  - AR.55 - Moteur Fiat 105A.007 et 105B.007,
  - AR.55PS - Moteur Fiat 105B.055 - versions b192, b220, b492 (mise en route par bouton),
  - AR.51B (prototype) - Moteur Fiat 105B.007,
  - AR.51B (version définitive) - Moteur Fiat 105B.017,
  - AR.59 - Moteur Fiat 105B.017 - versions b200, b202 , b206 (torpédo, batterie anti-aérienne et support de canon)

- Civile essence : 
  - Campagnola 1101 - Moteur Fiat 105.007,
  - Campagnola A 1101.A - Moteur Fiat 105A.007,
  - Campagnola A 1101.B - Moteur Fiat 105B.007.

- Civile diesel : 
  - Campagnola 1102 - Moteur Fiat 305.007,
  - Campagnola 1102.A - Moteur Fiat 305B.007,
  - Campagnola 1102.B - Moteur Fiat 305D.007,
  - Campagnola 1102.C - Moteur 237A.053 / 237A.007 (pompe à gazole linéaire / rotative).

### Chronologie des modèles fabriqués
- Versions Militaires : 
  - AR.51 - 1951/53,
  - AR.55 - 1955/58,
  - AR.55B - 1958/59,
  - AR.55PS - 1961/71,
  - AR.59 - 1959/73.

- Versions civiles essence : 
  - Campagnola 1101 1951/53,
  - Campagnola 1101.A 1955/58,
  - Campagnola 1101.B 1958/73.

- Versions civiles diesel : 
  - Campagnola diesel 1102 - 1953/55,
  - Campagnola diesel A 1102.A - 1955/59 (améliorations apportées en 1958),
  - Campagnola diesel B 1102.B - 1960/68,
  - Campagnola diesel C 1102.C - 1969/73.

La production de la Campagnola 1101/2 s'arrête en fin d'année 1973. Elle a été remplacée en 1976 par la Campagnola 1107 civile et AR.76 militaire, appelées Fiat Nuova Campagnola.

## La 2egénération 1107Nuova Campagnola- AR.74 & 76 Militaire (1974-1987)

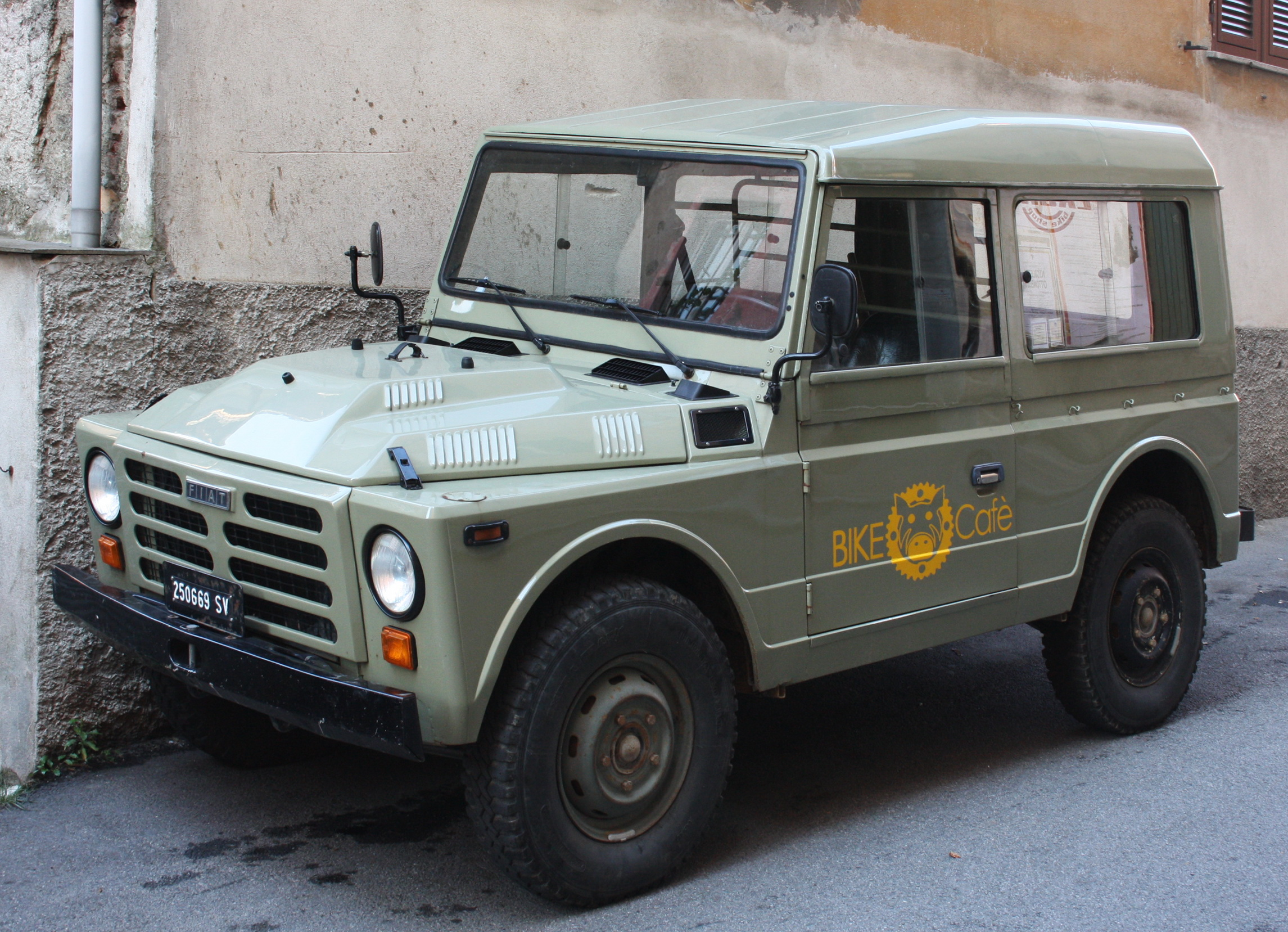
Fiat Nuova Campagnola diesel (avec son renflement du capot moteur)

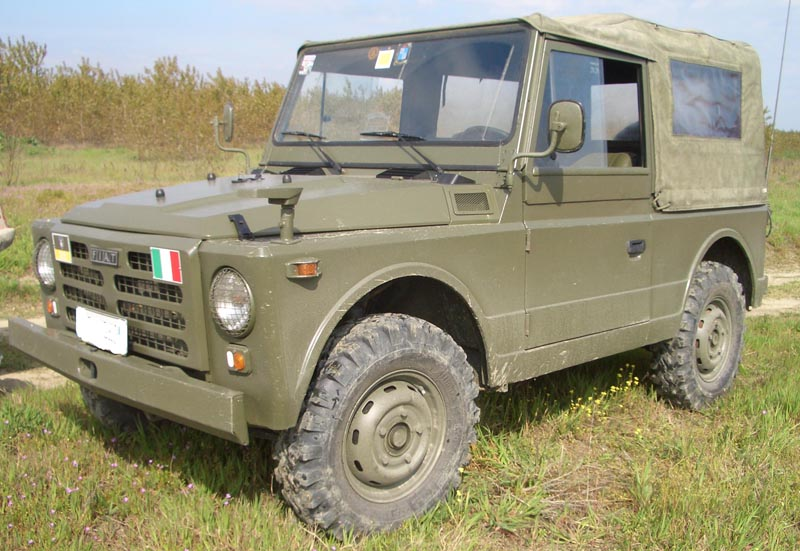
Fiat Nuova Campagnola AR.76 de l'armée italienne

C'est au Salon de l'automobile de Belgrade, au printemps 1973, sur le stand Zastava, que débute la Fiat Campagnola 1107. Elle sera lancée officiellement en Italie au mois de juin 1973 sous le nom de Fiat Nuova Campagnola, entièrement nouvelle par sa conception et ses motorisations. Version civile à l'origine, la version militaire AR.76A, n'a été dévoilée qu'en 1976.
La Fiat Campagnola 1107 2e génération bénéficie d'une conception révolutionnaire pour ce type de véhicule tout-terrain : coque autoporteuse alors qu’on en était encore aux châssis séparés, quatre roues indépendantes avec suspension à barres de torsion, capacités de franchissement exceptionnelles, confort quasi moderne. Fiat a conçu ce 4×4 pour les militaires certes mais également pour une large utilisation civile, ce qui justifie l'effort particulier sur le confort de conduite. C'est un véhicule à double facette, bien plus proche des SUV d’aujourd’hui que du tout-terrain rustique et tapecul que ses concurrents nous obligeaient à supporter.
Ses ambitions étaient pourtant, officiellement, toutes autres lors de la présentation du véhicule censé remplacer la Campagnola 1101, première série, née en 1952. Elle devait d'abord satisfaire les besoins de l’armée italienne et des services publics (Pompiers, Protection civile, etc.. Elle se positionnait comme concurrente des Toyota Land Cruiser et Land Rover, ni plus, ni moins. Fiat lui en avait donné les moyens. 
Fiat a voulu doter sa nouvelle Campagnola des meilleures mécaniques à sa disposition et pour cela, l'équipe d'un nouveau moteur essence,  le Fiat 6132.AZ2000, de 1 995 cm3 développant 80 ch DIN (59 kW) à 4 600 tr/min dérivé de celui de la Fiat 132 mais doté d'un seul arbre à cames dont la puissance était réduite pour délivrer un couple important (151 Nm) à un faible régime (2 800 tr/min). 
En 1979 Fiat propose la version diesel, avec le choix entre deux moteurs Fiat de 1 995 cm3 et Fiat-Sofim 8144 de 2 445 cm3 développant 60 (44 kW) et 72 ch DIN (53 kW) à 4 200 tr/min avec un couple de 147,1 Nm (15 kgm) à 2 400 tr/min, les mêmes moteurs qui équipent les voitures Fiat 131 et Fiat 132. Le moteur Fiat-Sofim 8144 2,45 litres aspiré a équipé les Trafic et Master, Peugeot J5 et Citroën C25 à partir de 1981. 
Toutes les versions de la Nuova Campagnola 1107 sont des 4x4 à quatre roues motrices permanentes, avec suspensions indépendantes assurées par des barres de torsion.
Les capacités de franchissement sont exceptionnelles avec un angle d'attaque de 45° et de 46° en sortie. L'angle d'inclinaison est de 35°, la pente maximale est supérieure à 150% (angle d'inclinaison 56°), l'inclinaison latérale maximale est de 45°. La configuration particulière du plancher « fond de caisse » est totalement exempt d'obstacles permet de surmonter tous les obstacles et permet un passage à gué de 543 mm. La garde au sol du plancher est de 33 cm, 27,5 cm à pleine charge (3 tonnes).
La Nuova Campagnola a été construite en version ambulance pour l'armée italienne, avec un empattement allongé par les carrosseries Savio et Boneschi. Certains carrossiers en ont dérivé des versions pick-up et cinq portes. L'armée italienne a fait réaliser une version spéciale longue HT appelée Telettra, destinée à servir de centre de communication et de poste de commandement. 
L'alimentation électrique fonctionne sous 12 volts pour les versions civiles, 24 volts pour la version militaire AR.76, avec bobine et distributeur étanches et faisceau d'allumage blindé.
Lors de son lancement, la Fiat Nuova Campagnola civile n'est commercialisée qu'en version Torpédo sept places. En 1976, avec le lancement de la version militaire, la gamme s'agrandit avec la Torpedo Lunga (+ 25 cm de porte-à-faux arrière) et deux modèles entièrement tôlées (hard top) sur châssis court ou long. En 1979, la Nuova Campagnola reçoit une boîte de vitesses à cinq rapports. La première série du moteur essence a connu quelques problèmes de fiabilité dû à l'utilisation d'une courroie crantée, problème vite résolu avec l'évolution de la distribution du moteur doté d'une chaîne.

La fabrication de ce modèle par Pininfarina dans son usine de Grugliasco, dans la banlieue de Turin, s'arrête en fin d'année 1987 et ne sera pas remplacé, Fiat Auto ayant subitement décidé de ne plus fabriquer directement ce type de véhicule. Des modèles reposant sur l'Iveco Daily ont été produits pour répondre aux demandes des armées italiennes et internationales. Environ 45 000 exemplaires ont été fabriqués. Durant les dernières années, la Fiat Campagnola a du affronter la très forte concurrence des  

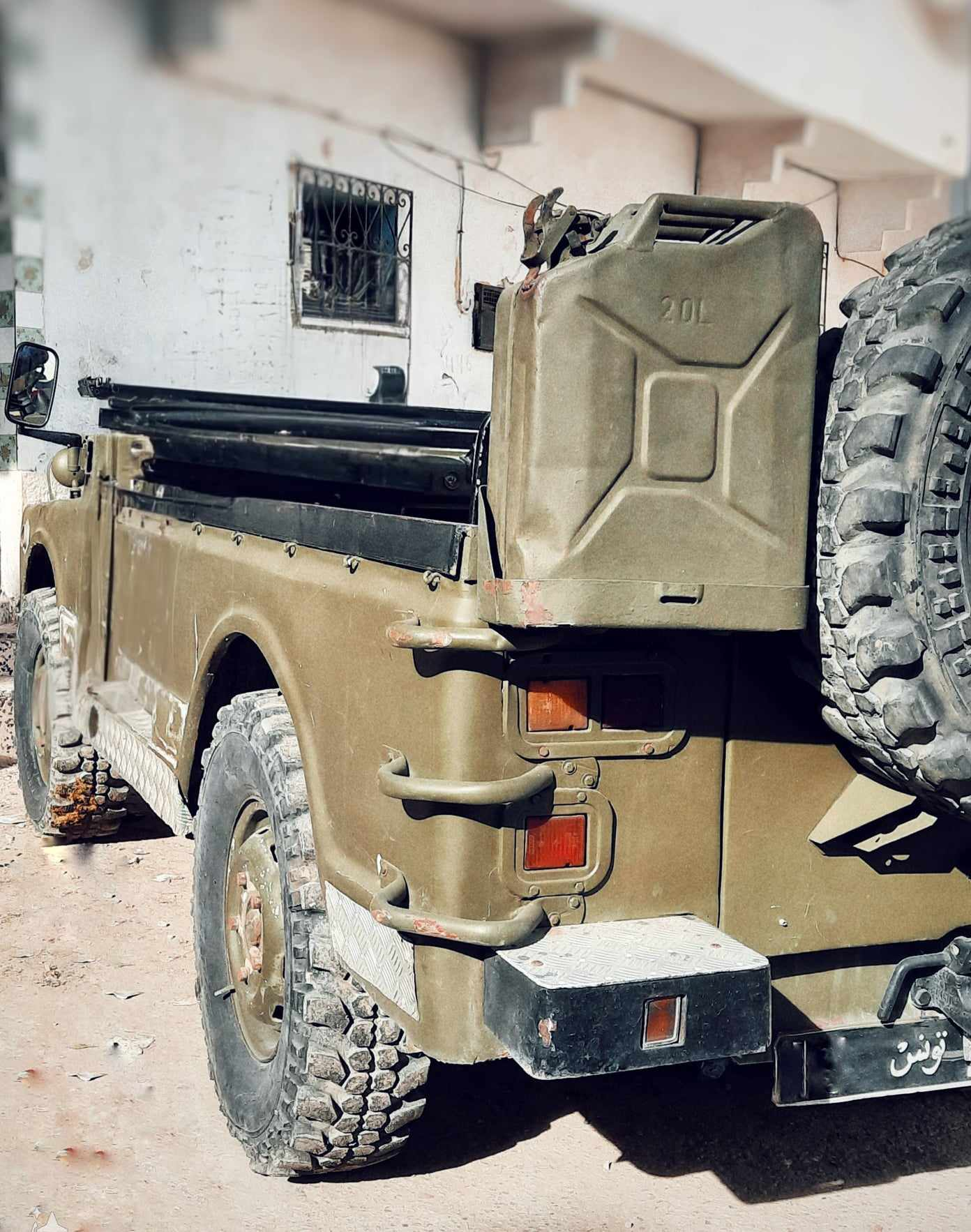
Nuova Campagnola en Tunisie

modèles japonais Mitsubishi Pajero et Nissan Patrol, de conception ancienne et beaucoup moins sophistiquée mais proposés avec une finition digne d'une berline. Aucun modèle de cette époque n'a jamais inégalé son confort, pouvoir parcourir 600 km sans souffrir du dos, affronter la pluie sans risquer l'averse à l'intérieur et le froid sans se geler les pieds (dans les versions bâchées). Le conducteur dispose même d'un repose-pied et d'un maintien latéral. 
| Modèle | Moteur                | Cylindrée | Puissance | Alimentation |
| ------ | --------------------- | --------- | --------- | ------------ |
| 1107   | Fiat 6132.AZ2000 - 4L | 1 995 cm3 | 80 ch     | essence      |
| 1107 D | Fiat-IVECO 8140 - 4L  | 2 445 cm3 | 72 ch     | diesel       |

### Les différentes versions
- AR militaires :
  - AR.76 - type ZFA 1107AD - Moteur Fiat 6132 AZ.22.0 (4 vitesses), 1.995 cm3
  - AR.76A - type ZFA 1107AD - Moteur Fiat 6132 AZ8.000 (5 vitesses), 1.995 cm3

- Civile essence : 
  - Nuova CAMPAGNOLA châssis court - ZFA 1107A - Moteur Fiat 6132 AZ2.000,
  - Nuova CAMPAGNOLA châssis long - ZFA 1107AL - Moteur Fiat 6132 AZ2.000,

- Civile diesel : 
  - Nuova CAMPAGNOLA châssis court - ZFA 1107AD - Moteur Fiat 8142.65, 1.995 cm3,
  - Nuova CAMPAGNOLA châssis long - ZFA 1107ADL - Moteur Fiat 8142.65, 1.995 cm3
  - Nuova CAMPAGNOLA châssis court - ZFA 1107AD - Moteur Fiat 8142.61, 2.445 cm3
  - Nuova CAMPAGNOLA châssis long - ZFA 1107ADL - Moteur Fiat 8142.61, 2.445 cm3

### Chronologie des modèles fabriqués
- versions Militaires : 
  - AR.76 - 1976/79.
  - AR.76A - 1979/87.
- versions civiles essence : 
  - Nuova Campagnola type ZFA 1107A - 1974/79.
- versions civiles diesel : 
  - Nuova Campagnola diesel 1107AD - moteur Fiat 8142.65 1.995 cm3 - 1979/80,
  - Nuova Campagnola diesel 1107AD - moteur Fiat 8142.61 2.445 cm3 - 1979/87,

La production s'arrête en fin d'année 1987. Fiat ne l'a pas remplacée. C'est l'IVECO Campagnola, lancée 20 ans plus tard, en 2007, qui a fait office très brièvement de remplaçant.

## La Fiat Campagnola dans le monde
La Fiat Campagnola première série a été fabriquée à 39.076 exemplaires en Italie, uniquement sur commande de l'Armée et des services publics associés, elle a équipé les armées d'autres États comme l'Espagne, le Portugal (la GNR - Gendarmerie), certains pays de l'Est et en Afrique. 
Elle a été aussi fabriquée sous licence par Zastava, en Yougoslavie, durant la même période. 4.640 exemplaires de la Zastava Campagnola AR.53/55 version militaire ont été produits. 
Un nombre important de ces véhicules a aussi été exporté en Inde.

### La Renault Campagnola TRM 500
La Campagnola 1107 a été reprise, en 1976, comme base, par le constructeur français Renault, pour participer à un appel d'offres de l'armée française en l'équipant, en alternative ausi d'un moteur Renault type 829. Le Campagnola TRM 500 s'est retrouvé en concurrence avec le Peugeot P4, un clone du Mercedes Classe G Wolf, la version militaire du Classe G fabriqué en Autriche par Steyr-Puch. Bien que le modèle retenu ait été le Peugeot-Mercedes, une petite commande a été passée à Renault-Fiat. On trouvait encore certains exemplaires du Fiat Campagnola Renault TRM 500 en service dans l'armée française en 2008.

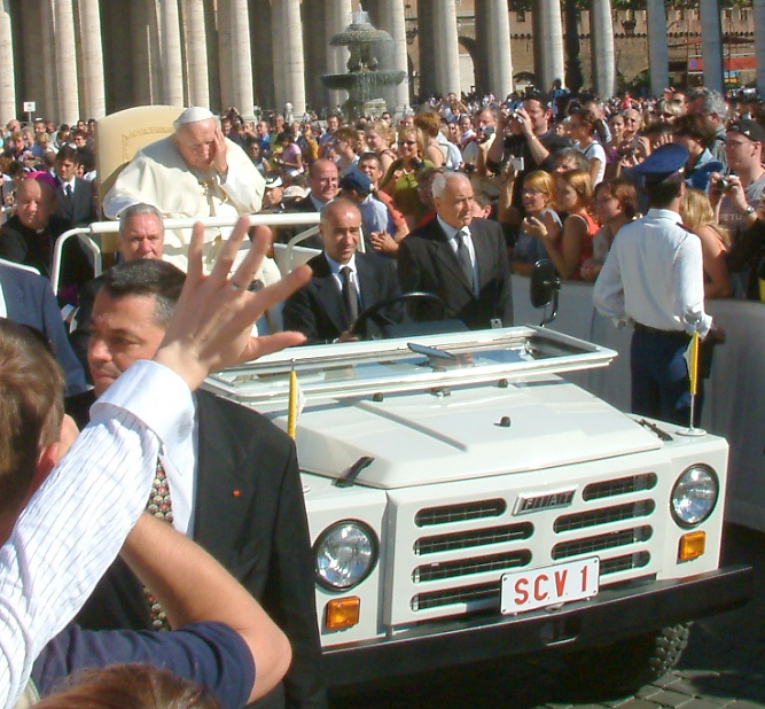
Fiat Nuova Campagnola Papamobile du Pape Jean Paul II (2004)

### La Campagnola Papamobile
Un exemplaire de la Fiat Campagnola 1107, de couleur blanche, a été offert au Vatican en 1980 et a servi de Papamobile pour les papes Jean-Paul II et ses successeurs.
La Campagnola doit une bonne partie de sa notoriété au fait que pendant vingt-sept ans, de 1980 à 2007, elle a été une des voitures les plus utilisées comme Papamobile, d'abord par le pape Jean-Paul II puis par le pape Benoît XVI. C'est un don du constructeur italien Fiat au Pape Jean Paul II lors de sa visite des usines Fiat à Turin. C'est à bord de ce véhicule que se trouvait le pape Wojtyła lorsqu'il fut victime de la tentative d'assassinat le 13 mai 1981 à Rome.

## IVECO Massif / Campagnola
En 2007, IVECO signe un accord de coopération avec le constructeur espagnol Santana Motor afin de concevoir un nouveau véhicule 4x4. De cet accord sont nés l'IVECO Massif, pour usage militaire et de protection civile ainsi que la version civile baptisée Campagnola. La production a débuté en avril 2008 et s'est poursuivie jusqu'à fin décembre 2010.